# Tipula nyasae
Tipula nyasae är en tvåvingeart som beskrevs av Alexander 1920. Tipula nyasae ingår i släktet Tipula och familjen storharkrankar. Inga underarter finns listade i Catalogue of Life.